# Out of Mind Live
Out Of Mind Live era un programma radiofonico, in onda dalle 15:00 alle 17:00 su m2o.
Il programma era condotto da Renée La Bulgara e Mila.
Alla console mixava i vari brani (di genere house ed electro) Provenzano Dj. Out Of Mind Live era considerato il programma "pilastro" di tutta la radio.
Il programma, inoltre, aveva degli speciali: il sabato dalle 15:00 alle 16:00 andava in onda la classifica di Out Of Mind, dal 2006, l'estate andava in onda "Out Of Mind Summer Tour" in diretta dai più noti parchi acquatici e discoteche d'Italia, e dalla stagione autunnale 2006 c'era anche Out of mind Sunday Live, la domenica pomeriggio dalle 16 alle 18 in diretta dalle discoteche più belle d'Italia.

## Il 2007: le critiche al programma
Da un po' di tempo, il programma mixato da Provenzano Dj non era più gradito al pubblico, in quanto il genere s'era ridotto alla sola musica house ed electro house. Molti partecipanti al forum di Provenzano Dj si sono rivelati contrari alla sua scelta.
Il cambiamento del 5 marzo 2007, infatti, portò diverse critiche, in quanto Provenzano Dj si era di fatto "convertito" ai suddetti generi, abbandonando le precedenti correnti musicali (trance, hands up, hard dance, dance e altri).